# Potkova
Potkova je željezni okov koji se čavlima pribija na kopito domaćih kopitara (konja, magarca, mazge, mule), kako bi ga štitila od trošenja i ozljeda te životinji omogućila sigurniji hod. Prilagođuje se veličini i obliku kopita, hodu, radu i grješkama kopita. Osim kopita potkivaju se i papci radnih volova i bivola.
U mnogim kulturama postoji vjerovanje da konjska potkova obješena iznad vrata donosi sreću. Ako je okrenuta prema gore, to će osigurati da sreća ne nestane, a ako je okrenuta prema dolje, sreća će pasti na svakoga tko prođe kroz ta vrata.

## Uprezanje i potkivanje konja
Velika novina u srednjem vijeku, najspektakularnija i najznačajnija po posljedicama, bila je uporaba konja, koji je brži i izdržljiviji od vola, za vuču pluga. Takvu je uporabu konja omogućila "moderna zaprega", niz tehničkih usavršavanja koja su oko 1000. omogućila bolje korištenje životinjske vuče i povećanje prinosa rada životinja. Moderno se uprezanje u biti sastoji u tome da se teret vuče prenese na ramena i da se nova orma dopuni potkivanjem, što je olakšalo kretanje životinje i bilo zaštitom za noge; i zapregom u nizu, što je omogućavalo vuču težih tereta. 
Antička zaprega, koja je ormu stavljala na vrat, pritiskala je grudi životinje, otežavala joj disanje i brzo je umarala. Orma koju su koristili za konje bila je u biti ista kao za volove. Tradicionalna vratna orma, koju je vol podnosio zbog kratkog vrata, nije bila primjerena konju. Ta je orma bila donekle prikladna za volove (glavnu životinju za vuču), ali je bila posve neprikladna za korištenje konja u istu svrhu, jer je prsni pojas, čim bi konj jače povukao, skliznuo prema vratu i gušio životinju, drastično smanjujući učinkovitu snagu.
Europljani su prilagodili konjski ovratnik koji se oslanja na konjska ramena i koji je zamijenio traku preko konjskih prsa. Novi način uprezanja je premjestio pritisak na životinju s dušnika na ramena i prsnu kost, omogućio životinji da lakše diše, što joj je pak omogućilo da snažnije vuče, i tako povećao učinkovitost konja pri vuči za četiri do pet puta. Konjski ovratnik je izum koji potiče iz Kine, iz 7. stoljeća. Prvi sigurni europski prikaz konjskog ovratnika nalazimo u jednom rukopisu iz približno 800., ali se je ta nova tehnologija proširila tek u 11. i 12. stoljeću. To je, u kombinaciji s korištenjem željeznih potkova, zamijenilo vola konjem kao glavnom životinjom za vuču. Prvi prikaz konja koji vuče poljodjelski alat (branu), nalazimo na tapiseriji iz oko 1080. Željezne se potkove počinju rabiti u 9. ili 10. stoljeću, moguće je da su i one stigle iz Azije, ali bi mogle biti i izvorni europski izum. Ta je novina bila veoma važna i u poljodjelstvu i u prijevozu, jer je omogućila da konji obavljaju teže poslove. Neposredna je posljedica bila to što su sada konji mogli zamijeniti volove u vuči pluga. Uporaba konja, koji je brži od vola, za vuču i oranje omogućuje ubrzanje i povećanje broja obavljenih poslova. Istodobno su konjska kola zamijenila kola s volovskom vučom, jer su konjske potkove s čavlima omogućile uporabu konja za prijevoz tereta cestama.
Valja imati na umu da je veličina i snaga srednjovjekovnih teglećih životinja bila daleko manja od one današnjih. Tegleći je konj općenito manji od bojnoga, koji mora nositi oklop i teško naoružanoga konjanika. Tu se potvrđuje prvenstvo vojnih potreba pred gospodarskim. Također, mnogi su se seljaci i velikaši skanjivali uposliti konja zbog njegove visoke cijene i teškoće njegove prehrane (zobi). Stoga konj nije posvuda odmijenio vola. Do 12. stoljeća konju je dana prednost kao životinji za vuču kola. Upravljivost kola je poboljšana na razne načine.